# Intel Core
Core este o marcă proprie a firmei Intel pentru a înlocui Pentium. Core a apărut pe piață la începutul anului 2006 pentru a desemna evoluția Yonah a microprocesoarelor Pentium M. Core Solo se numește un procesor cu un singur CPU. Core Duo are două unități de procesare (UAL).
Microprocesoarele Core Solo și Core Duo nu trebuie confundate cu Core 2, microprocesoare de a opta generație a familiei/clasei x86.

## Numerotare
Sistemul de numerotare al microprocesoarelor este de 4 cifre și o literă.
Prima cifră desemnează arhitectura procesorului: Yonah cu/pe socket 479: 1 pentru cele simple cu un singur CPU (1x00), și 2 pentru cele cu două (2x00).
A doua cifră numește puterea CPU. Următoarele 2 cifre sunt în continuare zero.
Litera desemnează TDP-ul (atenție, aceasta nu are nimic în comun cu notațiile precedente pentru Pentium M):  
- T : 31 watt;
- L : 15 watt;
- U : 9 watt.

## Core Solo & Core DuoYonahsocket mPGA479
Chipsets :
- i945GT pentru calculatoare de birou (sistem desktop);
- i945PM Express/GM Express pentru cele portabile (notebook și laptop).

În comparație cu Pentium M Dothan, aduce în plus:
- performanțe multimedia superioare (vectori și flotanți): decodor optimizat
- un FSB 533 MHz sau 667 MHz Quad Pumped.

Fiecare CPu are un cache L1 de 64 kB (32 kB pentru comenzi și 32 pentru date) pentru un Pentium M, cele Core Duo au deci în total un cache L1 de 2x64.
Modelele cu două CPU împart/partajează un cache L2 de 2 MB. Toate dispun de Executable Disable Bit, dar nu au extensie de 64 bit.

## Tabele cu caracteristici
Core Solo T1x00:
| Numele modelului | Număr de CPU | Frecvență | Front Side Bus | Rata de multiplicare | Cache L1 | Cache L2 | TDP   | Socket   | Apariție |
| ---------------- | ------------ | --------- | -------------- | -------------------- | -------- | -------- | ----- | -------- | -------- |
| Core Solo T1400  | 1            | 1,83 GHz  | 667 MHz        | 11 x                 | 64 Kb    | 2 Mb     | 27 W  | mPGA 479 | ??       |
| Core Solo T1300  | 1            | 1,66 GHz  | 667 MHz        | 10 x                 | 64 Kb    | 2 Mb     | 27 W  | mPGA 479 | ??       |
| Core Solo U1500  | 1            | 1,33 GHz  | 533 MHz        | 10 x                 | 64 Kb    | 2 Mb     | 5.5 W | mPGA 479 | ??       |
| Core Solo U1400  | 1            | 1,20 GHz  | 533 MHz        | 9 x                  | 64 Kb    | 2 Mb     | 5.5 W | mPGA 479 | ??       |
| Core Solo U1300  | 1            | 1,06 GHz  | 533 MHz        | 8 x                  | 64 Kb    | 2 Mb     | 5.5 W | mPGA 479 | ??       |

Core Duo T2x00:
| Numele modelului | CPU | Frecvență | Front Side Bus | Rata de multiplicare | Cache L1 | Cache L2 | TDP  | Socket   | Apariție |
| ---------------- | --- | --------- | -------------- | -------------------- | -------- | -------- | ---- | -------- | -------- |
| Core Duo T2700   | 2   | 2,33 GHz  | 667 MHz        | 14 x                 | 2×64 Kb  | 2 Mb     | 31 W | mPGA 479 | ??       |
| Core Duo T2600   | 2   | 2,16 GHz  | 667 MHz        | 13 x                 | 2×64 Kb  | 2 Mb     | 31 W | mPGA 479 | ??       |
| Core Duo T2500   | 2   | 2,00 GHz  | 667 MHz        | 12 x                 | 2×64 Kb  | 2 Mb     | 31 W | mPGA 479 | ??       |
| Core Duo T2450   | 2   | 2,00 GHz  | 533 MHz        | 15 x                 | 2×64 Kb  | 2 Mb     | 31 W | mPGA 479 | ??       |
| Core Duo T2400   | 2   | 1,83 GHz  | 667 MHz        | 11 x                 | 2×64 Kb  | 2 Mb     | 31 W | mPGA 479 | ??       |
| Core Duo T2350   | 2   | 1,86 GHz  | 533 MHz        | 14 x                 | 2×64 Kb  | 2 Mb     | 31 W | mPGA 479 | ??       |
| Core Duo T2300   | 2   | 1,66 GHz  | 667 MHz        | 10 x                 | 2×64 Kb  | 2 Mb     | 31 W | mPGA 479 | ??       |
| Core Duo T2250   | 2   | 1,73 GHz  | 533 MHz        | 13 x                 | 2×64 Kb  | 2 Mb     | 31 W | mPGA 479 | ??       |
| Core Duo T2050   | 2   | 1,60 GHz  | 533 MHz        | 12 x                 | 2×64 Kb  | 2 Mb     | 31 W | mPGA 479 | ??       |
| Core Duo T2300E  | 2   | 1,66 GHz  | 667 MHz        | 10 x                 | 2×64 Kb  | 2 Mb     | 31 W | mPGA 479 | ??       |
| Core Duo L2500   | 2   | 1,83 GHz  | 667 MHz        | 11 x                 | 2×64 Kb  | 2 Mb     | 15 W | mPGA 479 | ??       |
| Core Duo L2400   | 2   | 1,66 GHz  | 667 MHz        | 10 x                 | 2×64 Kb  | 2 Mb     | 15 W | mPGA 479 | ??       |
| Core Duo L2300   | 2   | 1,50 GHz  | 667 MHz        | 9 x                  | 2×64 Kb  | 2 Mb     | 15 W | mPGA 479 | ??       |
| Core Duo U2500   | 2   | 1,20 GHz  | 533 MHz        | 9 x                  | 2×64 Kb  | 2 Mb     | 9 W  | mPGA 479 | ??       |
| Core Duo U2400   | 2   | 1,06 GHz  | 533 MHz        | 8 x                  | 2×64 Kb  | 2 Mb     | 9 W  | mPGA 479 | ??       |

Procesoarele T2x50 ca și cele T2300E nu dispun de tehnologia "virtualizare informatică" (Intel VT ( VanderPool ). 
T2700 este singurul Core Duo care nu suportă tehnologia Execute Disable Bit.